# Die Füchsin: Treibjagd
Treibjagd ist ein deutscher Fernsehfilm von Marc Rensing aus dem Jahr 2021. Es handelt sich um die sechste Folge der ARD-Krimireihe Die Füchsin mit Lina Wendel und Karim Chérif in den Hauptrollen. Sie wurde am 25. Februar 2021 im Rahmen der Reihe DonnerstagsKrimi im Ersten erstmals ausgestrahlt.

## Handlung
Youssef El Kilali überrascht seine Kollegin mit dem zukünftigen Firmensitz ihrer Detektei in einem alten Firmengelände, wo sie auch wohnen könnten. Anne Marie Fuchs ist skeptisch, doch unerwartet klingelt schon die erste Kundin an der Tür. Nicola Bachmann bittet um Hilfe bei der Suche nach ihrer Schwiegermutter. Diese wurde entführt, und da Sohn Alexander zufällig dazu kam, wurde er vom Täter erschossen. Zur Polizei will sie nicht gehen, weil ihr Schwiegervater Rainer Bachmann, der amtierende Polizeirat ist und er sich in dieser Position sehr viele Gegner bei der Polizei geschaffen hätte. Sie möchte den Mörder ihres Mannes finden, was sie der Polizei nicht zutraut. Zudem schließt sie nicht aus, dass sogar ein Racheakt eines Polizisten dahinter steckt, der vor wenigen Tagen von Rainer Bachmann vom Dienst suspendiert wurde. Fuchs nimmt sich diesen Kollegen sogleich vor und klingelt, getarnt als angebliche Abgeordnete, an dessen Haustür, begleitet von „Bodyguard Kilali“. Frank Patzel macht auf Fuchs allerdings nicht den Eindruck, dass er nur der Suspendierung wegen gleich zum Entführer geworden sein könnte, dennoch ist sie sich unsicher. Ihr nächster Weg führt sie zur Wohnung von Rainer Bachmann, wo sie auf Kommissar Ralf Eisner trifft. Er ist wenig erfreut darüber, dass schon wieder die Füchsin in seinem Revier „herumschleicht“ und auch Bachmann verweigert sich der Zusammenarbeit mit Fuchs & Kilali.
Am nächsten Tag erfährt Fuchs von Kommissar Eisner, dass ihr Sohn Florian aus der Haft entflohen wäre. Die Umstände dieser Flucht sind Fuchs etwas mysteriös und sie vermutet, dass mehr dahinter steckt. Damit soll sie recht behalten, denn offensichtlich wurde Bachmanns Frau entführt, damit er den Ausbruch von Bernd Stübner und Florian Boehm organisiert. Fuchs weiht Kommissar Eisner in ihrer Ermittlungsergebnisse ein und so wie es aussieht, geht es um die Beute eines Raubüberfalls, für den Bernd Stübner verurteilt wurde. Während er ins Gefängnis musste, konnte man seinem Komplizen, Olaf Grambusch, nichts nachweisen. Stübner dürfte das Geld versteckt haben, das Grambusch sich nun mit aller Macht zu holen versucht. Auch mit dieser These liegt Fuchs wieder richtig, denn Grambusch hat inzwischen Stübner in seine Gewalt gebracht, damit er ihm das Versteck der Beute verrät. Florian, der sich im Gefängnis mit Stübner angefreundet und ihm viel zu verdanken hat, will ihm helfen. Doch noch wird er selber von der Polizei gesucht und kontaktiert deshalb seine Mutter. Diese ist stolz, endlich ihrem Sohn etwas Gutes tun zu können. Kilali ist darüber weniger erfreut, schließlich werden sie dafür bezahlt einen Mörder und Entführer zu finden und nicht, sich um Privates zu kümmern. Fuchs sieht darin jedoch keinen Widerspruch, schließlich hängt ja beides zusammen. Sie befürchtet jedoch, dass Florian in Gefahr sein könnte, da Grambusch als sehr gefährlich und brutal gilt und Mitwisser wie Florian nicht brauchen kann. Er könnte Jagd auf ihren Sohn machen, sodass sich Fuchs vorgenommen hat Grambusch aufzuspüren, bevor er Florian findet. Das gelingt, allerdings ist Grambusch tot und Stübner verschwunden. Fuchs vermutet einen Komplizen, der sich die Beute nicht mit ihm teilen wollte. Sie findet die Spur zum neuen Versteck von Stübner und befreit ihn. Sie erfährt von ihm, dass seine Flucht tatsächlich von Grambusch und Frank Patzel initiiert wurde. Er hatte seinerzeit ihren Fall bearbeitet und weiß von der Beute.
Während sich Stübner und Florian auf den Weg machen die Beute zu holen, machen sich Fuchs und Kilali daran Monika Bachmann zu suchen, da Stübner meinte, dass sie auch auf dem Gelände gefangen gehalten wird. Die Suche hat Erfolg und sie können dem Polizeirat seine Frau zurückbringen. Derweil folgt Patzel Stübner und Florian zum Versteck des Geldes und auch Fuchs, Kilali, Eisner und Bachmann nehmen die Verfolgung auf. Bei einem unvermeidlichen Schusswechsel wird Florian angeschossen und Patzel, Stübner und Bachmann kommen ums Leben. Eisner müsste Florian nun verhaften, doch er lässt ihn, vermutlich Fuchs zuliebe, gehen.

## Nebenhandlung
Wolfgang Kröger, Fuchs ehemaliger Stasi-Mitarbeiter hatte sich gut getarnt in der BRD eine neue Existenz aufgebaut. Da Fuchs ihn dennoch aufgespürt und permanent kontaktiert hatte, um Informationen zu bekommen, an die sie sonst nicht gelangen würde, fühlt er sich so unter Druck gesetzt, dass er sich erschießt. Fuchs ist schockiert, schließlich hatte sie das gleiche Problem vor Jahren, was sogar der Grund dafür war, weshalb sie die Stasiarbeit beendet hatte.

## Hintergrund
Die Dreharbeiten erfolgten vom 9. Juni bis zum 17. Juli 2020 in Köln sowie in Düsseldorf und Umgebung.

## Rezeption

### Einschaltquote
Die Erstausstrahlung von Die Füchsin: Treibjagd am 25. Februar 2021 im Ersten erreichte 5,16 Millionen Zuschauer und einen Marktanteil von 15,3 Prozent.

### Kritik
Tilmann P. Gangloff meinte bei tittelbach.tv: „Es birgt immer ein gewisses Risiko, wenn ein Film plötzlich radikal den Tonfall ändert.“ Der „abrupte Genrewechsel [initiiert vom Umzug in eine alte Fabrikhalle] ist etwas irritierend, zumal sich die beiden auch noch einen witzigen verbalen Schlagabtausch liefern.“ „Die Krimiebene ist zum Teil knallhart, inklusive Folter, weiterer Leichen und einem spannend inszenierten Finale.“
Die Kritiker der Fernsehzeitschrift TV Spielfilm gaben dieser Folge erneut kommentarlos den „Daumen nach oben“.
Oliver Armknecht urteilte bei film-rezensionen.de: Aufgrund der belasteten Vergangenheit und dem persönlichen Schicksal sei Anne Fuchs „bei aller zur Schau gestellten Kälte, eine doch tragische Figur.“ „Als Krimi ist ‚Die Füchsin: Treibjagd‘ leider […] von einer schwankenden Qualität. Die Geschichte an sich ist einerseits nichts Besonderes. Der Fall ist recht umständlich aufgebaut, wenn alle Figuren irgendwie zusammengeführt werden müssen, auf Teufel komm raus. Dafür geht es beim Finale heiß her, wenn diese verschiedensten Stränge letztendlich doch zusammengeführt werden und auf einmal alle mitmischen, mit offenem Ergebnis. Für diese finalen Szenen lohnt sich das Einschalten.“
Bei prisma.de meinte Wilfried Geldner: „‚Die Füchsin‘ ist eine Kriminalserie, die sich im Spagat zwischen Partikeln aus ernst zu nehmender Zeitgeschichte und Kriminalsatire bewegt. Sie hat auch in der neuen Folge […] immer wieder starke Stellen – allerdings weniger in den schlimmen Kolportage-Plots als in ihren Pingpong-Dialogen.“ „Leider driftet die Story im weiteren Verlauf immer mehr in einen komplizierten Entführungs- und Erpressungsfall ab. Bekannte Krimimuster werden hier durchgespielt, Annes Tragik und ihre melancholische Überlegenheit wollen dazu nicht recht passen.“